# Parafia św. Ignacego Loyoli w Ostrzyhomiu-Víziváros
Parafia św. Ignacego Loyoli w Ostrzyhomiu-Víziváros – parafia rzymskokatolicka, administracyjnie należąca do archidiecezji ostrzyhomsko-budapeszteńskiej, znajdująca się w dekanacie Esztergom. 